# Mauri Laakso
Mauri Laakso (Helsinki, 1931. július 23. – 2018. január 9.) finn nemzetközi labdarúgó-játékvezető.

## Pályafutása

### Nemzeti kupamérkőzések
Vezetett Kupa-döntők száma: 1.

#### Finn Kupa
| Időpont           | Helyszín                   | Mérkőzés típusa | Mérkőzés                      | Eredmény | Nézők száma |
| ----------------- | -------------------------- | --------------- | ----------------------------- | -------- | ----------- |
| 1981. október 17. | Központi Stadion, Helsinki | döntő           | FC Kuusysi–Töölön Pallokenttä | 4 : 0    | 5 063       |

### Nemzetközi játékvezetés
A Finn labdarúgó-szövetség Játékvezető Bizottsága (JB) terjesztette fel nemzetközi játékvezetőnek, a Nemzetközi Labdarúgó-szövetség (FIFA) 1976-tól tartotta nyilván bírói keretében. Több nemzetek közötti válogatott és klubmérkőzést vezetett, vagy működő társának partbíróként segített. Az aktív nemzetközi játékvezetéstől 1981-ben búcsúzott. Válogatott mérkőzéseinek száma: 3.

#### Északi Kupa
| Időpont              | Helyszín               | Mérkőzés típusa | Mérkőzés       | Eredmény |
| -------------------- | ---------------------- | --------------- | -------------- | -------- |
| 1976. auguisztus 25. | Városi Stadion, Vejle  | csoportmérkőzés | Dánia–Norvégia | 3 : 0    |
| 1978. május 31.      | Központi Stadion, Oslo | csoportmérkőzés | Norvégia–Dánia | 1 : 2    |